# Запрещённый (фильм 2019)
«Запрещённый» (укр. «Заборонений», рабочие названия: «Птица души» и «Стус») — украинский художественный фильм 2019 года режиссёра Романа Бровко посвященный советским диссидентам 1960-х — 1980-х годов. Главным героем является писатель, правозащитник, Герой Украины — Василий Стус, которого некоторые исследователи называют «Шевченко XX века».
Фильм основан на реальных событиях и структурно разделён на три части: «Киев», «Суд» и «Вера».

## Сюжет

### Киев
В первой части рассказывается о жизни Стуса в Киеве в условиях развертывания диссидентского движения в 1960-х годах. Молодой и амбициозный поэт учился в то время в аспирантуре Академии наук УССР. В общественном транспорте он знакомится с девушкой по имени Валентина Попелюх, которая читала ту же литературу что и он. Они начинают встречаться, парень ласково зовёт её Попелюшкой (укр. Золушкой). Во время очередного свидания он ведет её на литературный вечер памяти Василия Симоненко, который срывает милиция. Не желая мириться с бесправным положением украинцев в СССР Василий Стус, вместе со своими товарищами-единомышленниками, бросает вызов тоталитарному режиму. Он открыто говорит о том, о чём молчали миллионы: о Голодоморе, о репрессиях 1930-х годов, о ГУЛАГе.
В кинотеатре «Украина» на премьере «Теней забытых предков» он участвует в политической акции из-за ареста Светличного. За это его исключают из аспирантуры, и он вынужден устроиться кочегаром но впоследствии теряет работу. Василий находит отдушину в творчестве за которое позже был судим.
Спустя некоторое время Стус становится свидетелем самосожжения В. Е. Макуха в знак протеста против вторжения СССР в Чехословакию что снова приводит его к мысли активизировать борьбу. Он вдохновляется Аллой Горской.

### Суд
Вторая часть фильма начинается сл сцены где Киевский городской суд под председательством Петра Фещенко 2 октября 1980 дал Стусу 10 лет тюрьмы по обвинению в «антисоветской деятельности и пропаганде». Во время оглашения приговора в зале находились много случайных, «искусственных» свидетелей, с которыми Стус никогда ранее не встречался и не общался. В частности, одному из таких «свидетей» сценаристами была дана фамилия Шариков, как отсылка к булгаковскому «Собачьему сердцу» со всем рядом ассоциаций.

### Вера
В третьей части показано пребывание Василия Стуса в пермском лагере особого режима ВС-389/36 до последних дней его жизни. В заключении главный герой, окруженный сокамерниками из России и даже из Армении, вспоминает, как он, уроженец Донбасса, работал учителем украинского языка в Горловке и чувствовал притеснения украинского языка в СССР. Даже в ссылке Стус не прекращает идеологическую борьбу за свободу Украины.
Вместе с тем, начальник лагеря Журавлев имеет на главного героя свои планы. Под пытками его заставляют написать письмо с признанием собственных ошибок и покаянием в «неправильных взглядах», но Стус отказывается. За его непоколебимость сотрудники КГБ в его присутствии сжигают рукопись сборника его стихов «Птица души».
От постоянных издевательств, ограничений в пище и воде и от условий антисанитарии в которых обычно содержали осужденных по политическим статьям, Стус умер 4 сентября 1985 года в том же лагере. В 1990 году он был посмертно реабилитирован из-за «отсутствия состава преступления».

## В главных ролях
- Дмитрий Ярошенко — Василий Стус

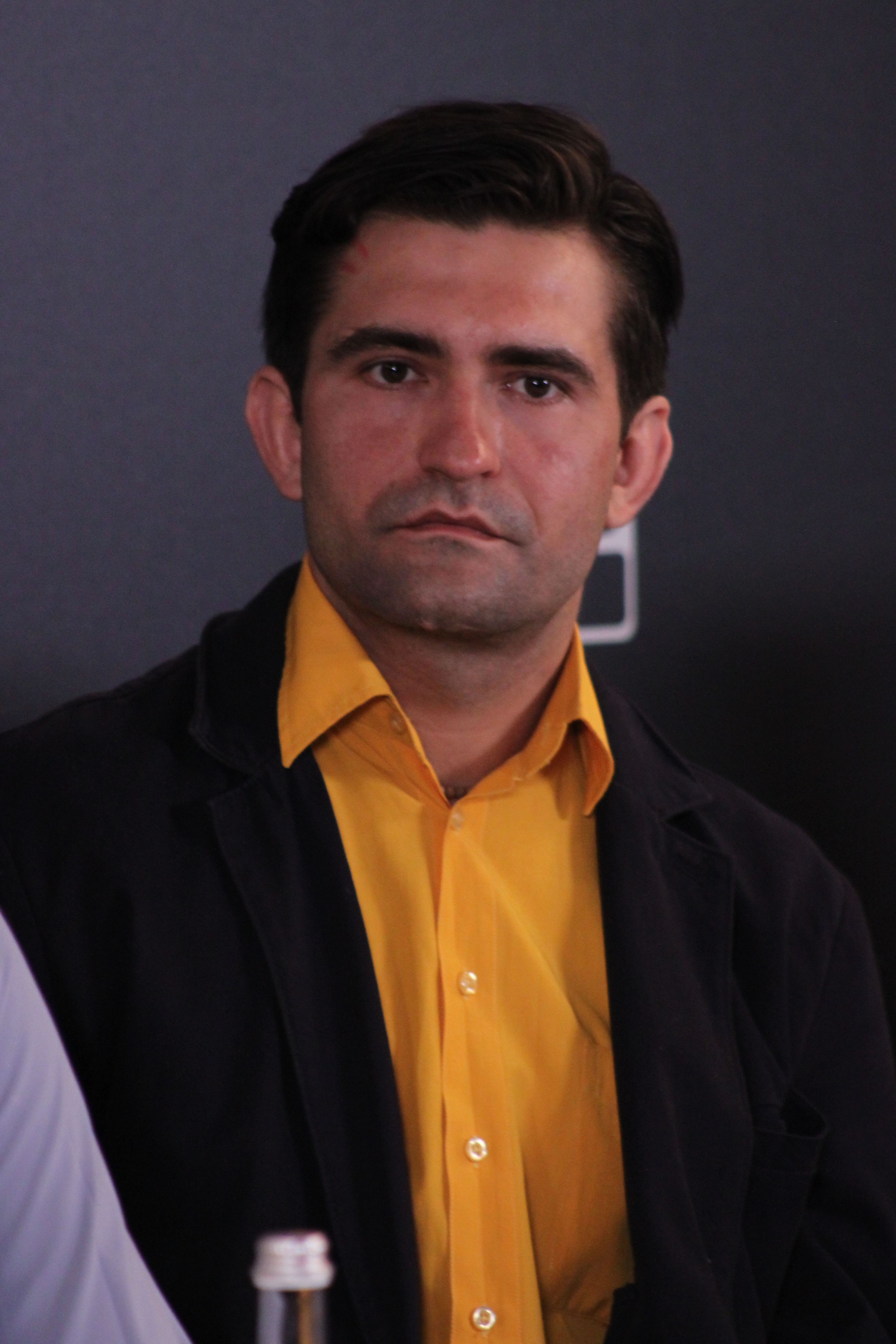
Актёр Дмитрий Ярошенко, сыгравший главного героя

- Диана Розовлян — Валентина Попелюх, жена Стуса
- Карина Шереверова — Алла Горская
- Дмитрий Базай — тогдашний директор Института литературы имени Т. Г. Шевченко АН УРСР
- Евгений Синчуков — судья
- Михал Кришталь — прокурор
- Роман Халаимов — адвокат Виктор Медведчук (в фильме его имя не упоминается)
- Андрей Безкоровайный — Шариков, свидетель на суде
- Олег Масленников — Владимир Журавлев, начальник лагеря где был заключен главный герой
- Владислав Мамчур — Леонид Бородин, русский писатель, сокамерник Стуса
- Ахмед Эсмурзиев — Армен, армянский писатель, сокамерник Стуса
- Евгения Гладий — полковник КГБ

## Критика
В августе 2018 года разгорелся скандал, касающийся эпизода на судебном процессе над Василием Стусом, когда со сценария были удалены все упоминания о тогдашнем адвокате Викторе Медведчуке который брал участие в судах над многими дисидентами. Также было отмечено что в фильме не упоминается первый суд над Стусом 1972 года.
К недостаткам художественного фильма, который мог стать биографическим, большинство критиков относят немало пробелов биографии Василия Стуса, в частности первый суд 1972 года с последующим заключением, навсегда изменившим судьбу поэта. Совершенно не говорится, что Стус был дважды заключённым. Сразу после первого срока он добровольно возглавил Украинскую Хельсинкскую группу, а через девять месяцев его снова арестовали.
Автор портала «Дело» Сергей Васильев посчитал сюжет фильма «горячечными фантазиями сценаристов»: «Картина лишена не только материального второго плана (что можно попытаться оправдать скупыми производственными обстоятельствами создания в Украине исторического кино), но и живых человеческих деталей. Режиссёр не пытается создать ансамбль, но концентрирует внимание на нескольких фигурах, накачивая их допингом демонстративной эмоциональности».
Игорь Грабович («Детектор медиа») отметил: «В „Запрещённом“ на первый план выходит несколько вторичное по отношению к главному герою и главному конфликту. Собственно, авторы картины сознательно или нет транслируют чисто обывательский взгляд на Стуса как на полного маргинала и чудака, чьё поведение никто не понимает, однако вредит всем».